# 南にこ
南 にこ（みなみ にこ、1995年6月11日 - ）は、日本の声優、YouTuber、元アイドル。千葉県出身。lavプロダクション所属。

## 略歴
- 2012年
  - 声優団体に入りラジオドラマに出演する。
- 2014年
  - 声優ユニットPeaceLoveに3期生として加入する。
- 2015年
  - PeaceLoveを卒業する。
  - その後、千葉県のあいどるかふぇ2ねん8くみ千葉校に入店。アイドルグループ「2ねん8くみ千葉」選抜メンバーとしてアイドル活動をスタートする。
  - 同年、企業PRを行うガールズユニットSPG（サンプリングガールズ）と兼任する。
- 2016年
  - WALLOP「tokyo torico」レギュラー出演。
  - 千葉市文化振興財団運営「アーティストバンクちば」にアイドル（milky名義）として初の登録。
  - スカパー「ブルーブラッディードールズ」ミッシェル役でドラマ初出演、同年劇場公開により映画初出演。
  - 「2ねん8くみ千葉」が解散し、2ねん8くみ千葉校発のEDMロック系「Asterisk」のリーダーとして再始動する。
  - 千葉市最大級のアニソンフェス「ちばアニメフェスティバル2017～ちばアニ伝説 今始動！～」に出演。
  - SPORTS of HEART 2016出演。
- 2017年
  - パチンコ スーパー電役ナナシーDXIIから誕生したアイドルグループ「SEVEN4」に「Asterisk」と兼任で所属。初めてのパチンコ台タイアップ。
  - 音声コミック「専門学校JK」岡山みにぃ役として声優活動を再開する。
- 2018年
  - 映画「スリーシスターズ」演技部門グランプリ獲得、小暮三姉妹三女アン役。
  - アイドルグループAsterisk、SEVEN4を卒業しタイに語学留学、そしてタイ日混合アイドルグループ「Siam☆Dream」に所属。
- 2019年
  - 台湾陸上協会公式飲料水「珪素天然水 水縁」の公式応援サポーターにSiam☆Dream就任。
  - JAPAN EXPO Thailand、JAPAN EXPO Malasia、TIF 2019出演。
  - NHK BS1、NHK WORLD「ワールドウォッチング」特集。
  - Siam☆Dreamを卒業しアイドルから声優に転身。
  - 映画「シンデレラ」ジュリアナ役、「FRAMED」愛人、「boar」妻、「ランウェイ香港脱出」イーシェン役など本格的に声優活動を開始。
  - TAPIOKA FACTORY 琥珀 虎ノ門店のイメージモデルに就任。
  - 声優ユニット「Liberalism」結成。　※現在りべりずに改名。
  - 公式YouTube「りべりずりch.」開設。
- 2020年 
  - アニメ九藏喵窩（じょうざんみゃおうお）の小樱（さくら）役でアニメ初出演。
  - 「踊るチバテレ！YAGURA」レギュラー出演。
  - アニメ「邪神ちゃんドロップキック’」出演。
  - 琴を弾く声優アーティストグループ「令和琴姫」に所属。
- 2021年 
  - 「ドルアニシリーズ2」レギュラー出演
  - アニメ「恋と呼ぶには気持ち悪い」出演
  - アニメ九藏喵窩（中国語版） （じょうざんみゃおうお）新吹き替え版出演
- 2022年 
  - 「花田虎上のチバテレ！YAGURA」レギュラー出演

## 経歴
2015年千葉県千葉市にある「あいどるかふぇ2ねん8くみ千葉校」に所属し本格的に活動を開始する。現在はアイドルを卒業し、声優として活動。

## 人物
千葉県、都内を中心にマルチタレントとして活動している。
趣味はアクセサリー作り、百ます計算。特技はタイ語、機械関係。
学生時代理系を専攻していたため機械関係に強い。
YouTubeで歌ってみたをアップしており収録、ミックス、動画編集、サムネイルなど全て自分で行なっている。
憧れの存在はSphereの寿美菜子。

## 出演

### テレビアニメ
- 九藏喵窩（じょうざんみゃおうお）（2020年、小樱〈さくら〉、杜賓〈とびん〉、法諾〈ふぁのう〉、小滴〈しゃおてぃ〉）
- 邪神ちゃんドロップキック'（2020年、女性係員）
- 恋と呼ぶには気持ち悪い（2021年、女子A）
- 九藏喵窩 （じょうざんみゃおうお）新吹き替え版（2021年〜2022年、呆魚〈だいゆう〉）

### ゲーム
- Last epic（2019年、ウンディーネ）
- 三国天武（2019年、鳳魄雲禄 ほうぱくうんろく）
- 成り上がり~華と武の戦国（2019年、甲斐姫、井井伊直虎）

### 吹き替え

#### 映画
2019年
- シンデレラ（ジュリアナ）
- FRAMED（愛人）
- boar（妻）
- ランウェイ香港脱出（イーシェン）
- 36リミット（司書）

### 音声コミック
2017年
- 電撃コミックNEXT「専門学校JK」（岡山みにぃ）
- BOOKWAVE制作ボイスコミック『ユメミルタマゴ』（タマゴ※ダーリン）

### 映画
- ブルーブラッディドールズ（2016年11月6日 キネカ大森）ミッシェル役
- ピンカートンに会いに行く（2018年2月 松竹ブロードキャスティング）生徒役
- スリー・シスターズ（2018年9月28日〜10月11日 イオンシネマ板橋）アン役
- ブルーブラッディドールズ（2018年9月30日 イオンシネマ板橋）ミッシェル役

### テレビ
- ミュージック・ジャパンTV（2015年11月12日 スカパー!）
- ウタ娘（2015年12月4日 テレ玉）
- ウタ娘（2016年1月29日 テレ玉）
- 目指せ！超ド S フェスタしずおか。四二〇〇八五五（2017年1月より毎週月曜〜木曜 テレビ静岡）
- 吉報君と時報ちゃんの明日へのくるたまカウントダウン（2017年2月2日、19日、16日、23日 スカパー!）
- ホリプレゼンツ求人任三郎がいく！（2018年2月9日 チバテレ-2ねん8くみ千葉校）
- ナイツのHIT商品会議室（2018年3日、10日、17日、24日、31日 チバテレ-2ねん8くみ千葉校）
- 真夜中ゲームアイドル部（2018年3月3日 チバテレ）
- アイドル発掘育成バラエティ「アイ発」（2018年4月24日 チバテレ-Asterisk）
- 白星☆ウィクトーリアの野球バトルNo.1決定戦（2018年5月9日 CSスカパー！）
- NEWSROOM TOKYO（2019年6月27日 NHK WORLD）
- シャキット！（2017年10月24日,2019年7月2日 チバテレ）
- 国際報道2019（2019年7月8日 NHK・BS1）
- この指と〜まれ！season3（2019年7月29日 フジテレビ-Siam☆Dream）
- 花田虎上のチバテレ!YAGURA （2020年4月18日〜2024年3月16日 チバテレ）
- ドルアニ （チバテレ）

#### ドラマ
- ブルーブラッディドールズ（2016年7月22日〜2017年8月11日  スカパー!）ミッシェル役
- そして、ユリコは一人になった（2020年3月〜 関西テレビ）新山春香 役

### 配信

#### ドラマ
- シェアハウス（2021年5月〜Amazon prime video）

### ラジオ
- アイドル☆夢に向かって（2015年8月13日 下北FM）
- 伊藤ゆいの絶対アイドル宣言！（2016年6月22日 WALLOP放送局）
- The BAY☆LINE（2016年7月3日 Bay  FM）
- 高松雪乃の"はちゅめまして"（2016年7月18日 WALLOP放送局）
- Next推し事Show!!（2016年9月4日 FMうらやす）
- 大宮I♥️DOLLのなんてったってアイドール！（2017年2月24日、3月3日 REDS WAVE FM）
- ベイ・モーニング・グローリー（2017年3月3日 Bay fm）
- スピリチュアル・メイト 第１章「ローラの髪飾り」（2017年4月17日、5月1日、5月15日、5月29日、6月12日、6月26日）ローラ役
- 胡元彩と桃白ゆうなと佐島エミの今夜も楽しまnight!!（2018年1月4日 下北FM）
- 白星☆ウィクトーリアの空振りトーク（2018年3月16日-Asterisk）
- ベイ・モーニング・グローリー（2017年3月3日 Bay FM）
- ハピアニ学園生徒会（2018年8月23日 下北 FM）

#### ラジオドラマ
- 原宿ファッションガールズ「一駅5分の恋」 （2019年7月 たちかわFM）みき、りく、ひな、よしお、ナレーター
- 原宿ファッションガールズ in FUNNY TOY BOX「火星にやってきたピコ」（2019年10月、11月、12月 FM那覇）ナミ、じゅん、ナミの母、ゴエモン、ナレーター
- 原宿ファッションガールズ in FUNNY TOY BOX「せかいのおわり」（2020年1月 FM那覇）藤原、かよ
- 原宿ファッションガールズ in FUNNY TOY BOX「さとし屋根裏物語」（2020年2月、3月 FM那覇）のり、つっちー、お父さん、さとし、おばあちゃん

### インターネット番組
- tokyo torico（2015年〜2016年火曜レギュラー WALLOP放送局）
- ソムリエジャンクション（2016年7月30日 マシェバラ）
- ソムリエジャンクション（2016年8月27日 マシェバラ）
- くるたまTV（2016年12月2日 AbemaTV）

### ライブ・イベント

#### ライブ
- 「CRウサビッチ パチンコの時間」プレス発表会（2015年10月13日 ニコファーレ-サンプリングガールズ）
- 千葉市民文化祭2015'～ART CRAFT vol.4～（2015年12月13日 千葉市文化センター -2ねん8くみ千葉）
- FOLK GALA SQUARE（2016年7月16日 上野水上音楽堂-milky）
- ガールズ・ポップ・ショー（2016年8月6日 赤坂BLITZ -Asterisk）
- SPORTS of HEART2016（2016年10月14日代々木第一体育館-Asterisk）
- ちばアニメフェスティバル（2017年3月20日 千葉市民会館-Asterisk）
- アニ玉祭（2018年10月14日）
- Asia Comic Con 2018 Thailand（2018年6月8日〜10日-Siam☆Dream）
- Asia Comic Con 2018 Malaysia（2018年10月26日、27日-Siam☆Dream）
- JAPAN EXPO Malaysia 2018（2018年7月28日、29日）
- JAPAN EXPO Thailand 2019（2019年1月25日〜27日-Siam☆Dream）
- TOKYO IDOL FESTIVAL 2019（2019年8月3日）

#### イベント
- ちかまろの館〜執事ムートン伊藤〜

（2017年12月12日 下北沢ReGBoX）

### アプリ
- ハムツム（2016年-2ねん8くみ千葉）
- cosplay×calender コスレンダーZ（2016年）
- くるたまアプリ（2016年）
- うたシュー！アイドル 歌詞×音ゲー！！（2017年-Asterisk）
- どるおん（2017年-Asterisk）

### CM、および広告活動
- 台湾陸上協会公式飲料発表記者会見（2017年10月2日-珪素天然水「水縁」公式アンバサダー）
- 珪素天然水「水縁」公式アンバサダー（2018年）
- TAPIOKA FACTORY【-琥珀-KOHAKU】虎ノ門店 モデル
- 2ねん8くみ千葉校（2020年5月〜現在）
- チバテレ「ドルアニシリーズ2」（2022年）

#### 連載同人誌
- 声部（2016年〜2019年、コミックマーケット※サークルaoiakiブース）

### ネットコラム
- 南にこの千葉からアイドル革命！（2018年2月〜10月 ブッチNEWS）
- 南にこのタイからアイドル革命！（2018年11月〜2019年12月 ブッチNEWS）
- 南にこの新人声優物語（2020年1月〜現在 ブッチNEWS）

### シングル
- answer/全力のGAN・BARE（2017年3月20日-Asterisk）
- nEw WoRlD/I miss you（2017年8月20日-Asterisk）

### コンピレーション
- アイドルライブラリーvol.4（2016年 Asterisk from 2ねん8くみ）
- アイドルネクストブレイク〜kawaii大集合〜（2016年 Asterisk）

### タイアップ
- Siam☆Dream /Hi-touch ナイツのHIT商品会議室（2018年8月エンディングテーマ）
- MINAMI NICO/door ナイツのHIT商品会議室（2019年3月エンディングテーマ
- Siam☆Dream /espresso ナイツのHIT商品会議室（2019年8月 ）
- SEVEN4/音速DI-VA パチンコ台「CR SUPER電役ナナシーDXⅡ」（2018年3月〜  ）
- 令和琴姫/ちょこれぇと！ アニメ「九藏喵窩」（じょうざんみゃおうお）OP（2020年8月〜現在）
- Liberalism/ムゲングラデーション 「ナイツのHIT商品会議室」（2021年4月）
- 令和琴姫/涙の革命「踊るチバテレ！YAGURA」（2021年10.11.12月エンディングテーマ）
- 令和琴姫/涙の革命 「ドルアニシリーズ2」（2022年4月エンディングテーマ）

### 所属ユニット
- PeaceLove（2014年〜2015年）
- 2ねん8くみ千葉（2015年〜2016年）
- サンプリングガールズ（2016年〜2018年）
- Asterisk（2016年〜2018年）
- 2ねん8くみ千葉校（2015年〜現在）
- SEVEN4（2017年〜2018年）
- Siam☆Dream（2018年〜2019年）
- Liberalism（2019年〜2020年）
- 令和琴姫（2020年〜現在）
- りべりず（2020年〜現在）